# Dżabal al-Lauz
Dżabal al-Lauz (Jabal al-Lawz) (arab. ‏جبل اللوز‎, znana także jako Gebel el-Lawz) – góra położona w północno-zachodniej Arabii Saudyjskiej w prowincji Tabuk, na północny wschód od osady Al-Bad, blisko granicy z Jordanią i państwa Izrael, nad czerwonomorską Zatoką Akaba, 2580 m n.p.m. Jej nazwa znaczy góra migdałowa.
Od końca lat 80. góra i teren wokół niej są obszarem zastrzeżonym dla wojska.

## Dżabal al-Lauz a góry Synaj i Horeb
Góra ta leży w starożytnym kraju (krainie) Midian zamieszkiwanym przez Midianitów. Według niektórych źródeł może być biblijną Górą Synaj, Horeb, którą tradycyjnie najczęściej lokalizuje się w egipskim Południowym Synaju. W Biblii i pismach Józefa Flawiusza nazywana jest zamiennie górą Bożą, Synaj i Horeb.